# Fyrkammarsystem
Fyrkammarsystem innebär att en lagstiftande församling har fyra kammare.
I medeltidens Skandinavien fanns ett fyrkammarparlament efter stånden, adel, präster, borgare och bönder. Bland annat i Sveriges ståndsriksdag fanns denna tradition. I Sverige ersattes ståndsriksdagen 1866 av en tvåkammarriksdag.
I Finland förekom systemet sedan genom Finlands lantdagar fram till 1906, då det ersattes av enkammarsystem.